# B&S Group
B&S Group is een beursgenoteerde internationale tech onderneming die actief is op het gebied van consumptiegoederen. Het bedrijf telt ruim 2000 medewerkers en is actief in meer dan 100 landen. Het hoofdkantoor is gevestigd in de stad Mensdorf in Luxemburg.

## Activiteiten
Het bedrijf koopt en verkoopt producten op het gebied van sterke drank, persoonlijke verzorging, voeding, gezondheid en consumentenelektronica. Het levert aan grote winkelketens en aan onlinewinkels zoals Bol.com, Action, Kruidvat en Amazon.com.

## Geschiedenis

### 1975 - 1992
De oorsprong van het bedrijf ligt bij Rederij Kamstra. Dit bedrijf, werkzaam vanuit de Eemshaven, verzorgde vanaf 1975 zogenaamde Butterfahrten met een aantal passagiersschepen, waaronder de Dolfijn II en de Baltica.
Jacques Streng en Willem Blijdorp, beiden oud studenten aan de Hogere Hotelschool in Maastricht, vonden werk in het horecagedeelte van de passagiersschepen en hielden zich daarnaast ook bezig met de verkoop van belastingvrije consumentenartikelen zoals koffie, sigaretten, boter, drank, kaas etc. Nadat in 1979 eigenaar Kamstra onverwacht overleed kwam het bedrijf in handen van Blijdorp en Streng en zij zetten als midden twintigers het bedrijf voort met vooral Duitse clientèle die hun weg vonden naar de schepen waar men belastingvrij en daardoor goedkoop producten kon kopen. Ook betrad men de markt van grote personeelsfeesten en legde het bedrijf contacten met touroperators om nog meer klanten aan te trekken. Om deze activiteiten verder vorm te geven richtte men de dochteronderneming Kamstra Travel op.

### 1992 - 2004
In 1992 veranderden de omstandigheden door gewijzigde EG wetgeving waardoor de producten in Nederlandse en Duitse wateren  niet meer belastingvrij mochten worden verkocht. Het bedrijf veranderde haar koers en startte met mini-cruises in en rond de provincie Groningen met overnachtingen in Groningse hotels en een rondje langs een casino, een kuuroord, of bijvoorbeeld een kaasboerderij. Het Duitse Waddeneiland Borkum behoorde tot de attracties, hetgeen een voordeel gaf omdat het schip hierbij via internationale wateren moest koersen en daardoor de taxfree verkoop gedeeltelijk wel weer mogelijk werd. Het productenaanbod veranderde langzaam richting non-food artikelen zoals elektronica, parfum en sieraden.
De eigenaren besloten om de verkoop van producten op een andere manier vorm te geven en richtten hiertoe opnieuw een aparte (handels)onderneming op, Kamstra Shipstores, en vestigden de onderneming in Delfzijl en Spijkenisse. Dit handelsbedrijf werd leverancier van de taxfree winkels op Schiphol. Verdere expansie volgde na het sluiten van een contract met Gran Dorado Bungalowparken voor 52000 overnachtingen.
Het bedrijf had op dat moment een omzet van 16 miljoen gulden.
In 1999 beëindigde de onderneming de rederij-activiteiten definitief nadat nieuwe EU richtlijnen verboden om in heel Europa nog langer taxfree producten te verkopen. Het bedrijf richtte zich deels verder op het eigen reisbureau maar vooral op de in- en verkoop van consumentenproducten. Drie jaar later vormde het bedrijf door de bundeling van krachten en de fusie met het bedrijf Köpke, de B&S group. De naam staat voor de eerste letters van de namen van de oprichters, B(lijdorp) en S(treng).

### 2004 - 2018
In 2004 ging eigenaar, Willem Blijdorp, met pensioen. Op dat moment was de jaaromzet zo’n 500 miljoen euro. In de jaren daarop slaagde zijn operationeel opvolger Bert Meulman er in om de winst te verdrievoudigen door contracten af te sluiten met de winkelketens Action en Kruidvat en 110 online verkopers waaronder Bol.com en Amazon. Een andere activiteit die toenam was de bevoorrading van honderd cruiseschepen. Deze werden door het bedrijf voorzien van eten, cosmetica en drank. Doordat de goederen in entrepot bleven werden er geen invoerrechten en accijnzen over geheven. Dat was voor cruiserederijen aantrekkelijk.

### 2018 - heden
In 2018 maakte de B&S group de gang naar de Amsterdamse aandelenbeurs Euronext. Het bedrijf was op dat moment onder andere eigenaar van de Capi-Lux elektronicawinkels op diverse Europese luchthavens, de bedrijven B&S retail en de in Farsum gevestigde Holland Trading Group (HTG). Met notering aan de Euronext beoogde het bedrijf verdere groei mogelijk te maken richting het Midden-Oosten en Oost-Azië. Daarnaast had men investeringsplannen voor gerobotiseerde magazijnen.
Eind 2022 kwam oud-eigenaar en grootaandeelhouder Blijdorp in het nieuws door een conflict met een aantal medebestuurders. Hij was van plan om het bedrijf van de beurs te halen. In februari 2023 kwam het bericht dat twee leden van de raad van commissarissen van de B&S group Tako de Haan en vicevoorzitter Willem Blijdorp, per direct aftraden. Volgens het bedrijf speelden er kwesties rond mogelijke belangenverstrengeling die onderzocht moesten worden. Mede om die reden werd ook de publicatie van de jaarcijfers uitgesteld.
Begin april 2025 deed het investeringsbedrijf Sarabel Invest van B&S-oprichter Willem Blijdorp een bod op alle aandelen. Sarabel had al ruim 70% en wil nu de resterende aandelen in handen krijgen, waarna de beursnotering wordt beëindigd. Het bod bedraagt 6,15 euro per aandeel waarmee heel B&S wordt gewaardeerd op circa 518 miljoen euro. Dit bod wordt gesteund door het bestuur van B&S.